# La muerte en Venecia (novela)
La muerte en Venecia o Muerte en Venecia (título original alemán: Der Tod in Venedig) es una novela corta publicada el 23 de mayo de 1912 por el escritor alemán Thomas Mann. Considerada una de sus obras más conocidas, junto a La montaña mágica y Los Buddenbrook, en su trama se muestra una reflexión estética acerca de la pasión, el amor ideal y la belleza.Ha tenido varias adaptaciones, e incluso continuaciones, en diferentes disciplinas artísticas.

## Argumento
La novela cuenta una anécdota en apariencia muy simple. Presenta tan sólo a dos personajes cabalmente caracterizados que despliegan una acción mínima. Los escenarios de dicha acción se reducen, casi, a los espacios de un exclusivo hotel de veraneo veneciano y a la playa contigua a dicho hotel, lugares que se alternan en la rutinaria languidez de una estancia vacacional.
El interés de la obra reside, no obstante, en el drama interior de uno de los personajes, Gustav von Aschenbach, escritor alemán de edad madura que ha llegado a Venecia buscando renovar la inspiración perdida. Ya instalado en el hotel Aschenbach se interesa por un adolescente polaco de nombre Tadzio, dotado de una belleza extraordinaria, el cual termina convirtiéndose en objeto de silenciosa adoración para el escritor.
Se inicia entonces una minuciosa descripción del trance psicológico de Aschenbach, cuya moralidad convencional comienza a ceder bajo el empuje de una pasión prohibida: el rigor intelectual y la estoica disciplina del escritor se consumen en las brasas del amor y el respetable Aschenbach se va convirtiendo en un ser indulgente a quien el tardío amor trastorna. Sin embargo los delirios amorosos del artista se mantienen en un plano puramente intelectual, pues el temor al rechazo le impide acercarse físicamente al joven Tadzio.
Paralelos a esta anécdota, algunos cuadros descriptivos de la ciudad de Venecia y de sus habitantes se presentan aquí y allá con trazo expresionista, perfilando los rasgos de un entorno grotesco y decadente que anticipan la fatalidad: la epidemia de cólera que se cierne sigilosamente sobre la ciudad de los canales. 
Las autoridades ocultan la existencia del cólera, temerosas del éxodo de los turistas. Sin embargo, los rumores acerca del mal se difunden y los extranjeros comienzan a marcharse. Aschenbach, que ha sabido de la peste tempranamente, renuncia a partir para no privarse de la cercanía de Tadzio, cuya familia parece ignorar por completo lo que está sucediendo. 
La salud de Aschenbach decae progresivamente hasta que cierto día, cuando la familia del muchacho se prepara a partir como el resto de los turistas, mientras contempla extasiado a su amado Tadzio en la playa, Aschenbach sufre un desmayo que anticipa su próxima muerte. La novela termina con un comentario convencional, no exento de ironía, acerca del pesar que ha suscitado en el mundo la muerte del artista.

## Adaptaciones
La obra fue llevada al cine por Luchino Visconti en su película Muerte en Venecia (1971), protagonizada por Dirk Bogarde y Björn Andrésen, que obtuvo 18 galardones.
Ha inspirado también una ópera homónima (1973) de Benjamin Britten con libreto de Myfanwy Piper.
El director Tony Palmer estrenó una adaptación homónima para televisión (1981) protagonizada por Robert Gard y Vincent Redmon.
El novelista español Luisgé Martín publicó La muerte de Tadzio (2000) en la que el joven Tadzio de la novela de Mann vuelve, ya mayor, a Venecia a morir y recuerda la admiración que su belleza juvenil produjo en el escritor. 
Asimismo hay un ballet de John Neumeier (2003) para la compañía del Ballet Hamburgo.